# Turn Up the Radio
"Turn Up the Radio" é uma canção gravada pela cantora estadunidense Madonna para seu décimo segundo álbum de estúdio, MDNA (2012). Foi escrito por Madonna, Martin Solveig , Michael Tordjman e Jade Williams , e produzido por Madonna e Solveig. A música foi lançada como o quarto e último single do álbum em 29 de junho de 2012. O single também foi lançado como um EP digital e incluiu um remix com o grupo Far East Movement. "Turn Up the Radio" é uma música enérgica onde Madonna pede que a ouvinte e ela parem por um momento e escapem das realidades da vida.
"Turn Up the Radio" recebeu críticas positivas de críticos de música, a maioria dos quais considerou o álbum um destaque e elogiou sua produção. Alguns revisores acreditavam que a música deveria ter sido o primeiro single do álbum. Nos Estados Unidos, a música se tornou o 43º hit número um de Madonna na parada de músicas da Hot Dance Club Songs da Billboard. No entanto, "Turn Up the Radio" teve colocações menores em outros países, chegando ao número 175 na UK Singles Chart.
Um videoclipe foi gravado na Itália e dirigido por Tom Munro. Mostra Madonna escapando dos paparazzi na traseira de um conversível. Ela viaja pela cidade e pelo interior da Itália, enquanto apanha homens na beira da estrada e dá uma festa no carro. O vídeo recebeu elogios dos críticos, que elogiaram a simplicidade do vídeo e o rotularam como o vídeo mais divertido de Madonna em anos. A música foi incluída no setlist na The MDNA Tour, onde ela tocou enquanto tocava guitarra.

## Antecedentes e lançamento
|                                                                                                 |  |  |
| "Turn Up the Radio" foi co-escrito por Martin Solveig (à esquerda) e Jade Williams (à direita). |  |  |

Em dezembro de 2010, Madonna postou uma mensagem em sua página no Facebook, expressando vontade de gravar novas músicas. Ela também afirmou que estava "atenta às pessoas mais loucas, mais doentes e mais duronas para colaborar". Um dos colaboradores foi o DJ e produtor francês Martin Solveig, que foi convidado para uma sessão de gravação com Madonna em Londres em julho de 2011. Originalmente, Madonna queria trabalhar com Solveig em uma música, mas acabou se transformando em três faixas—"Give Me All Your Luvin'", "I Don't Give A" e "Turn Up the Radio". Em entrevista à Billboard, Solveig explicou que Madonna teve bastante tempo para se aprofundar no projeto, portanto, depois de trabalhar em uma música, eles continuaram gravando. Solveig descreveu as sessões como divertidas e as rotulou como "tempo privilegiado".
"Turn Up the Radio" foi escrito por Madonna, Solveig, Michael Tordjman e a cantora britânica Jade Williams, mais conhecida como Sunday Girl. A existência da música foi relatada pela primeira vez no site de fãs de Madonna em dezembro de 2011. Foi gravada originalmente para o quinto álbum de estúdio de Solveig, Smash (2011), com os vocais de Williams. No entanto, a música foi arquivada em favor de outra colaboração chamada "Let's Not Play Games". Apesar da faixa não aparecer no álbum de Solveig, ele ainda tocou a música ao vivo.
Em 11 de abril de 2012, o em´presário de Madonna, Guy Oseary, respondeu a um fã da cantora no Twitter, que estava pedindo que a música fosse um single do MDNA. Ele respondeu dizendo que a música "parece o próximo single". A arte da capa foi lançada no site oficial de Madonna em 13 de julho de 2012. Antes do lançamento do single, Smirnoff lançou um remix digital de sete faixas do extended play (EP) intitulado MDNA: Nightlife Edition Remix EP no Reino Unido para promover o álbum . Ele incluiu três remixes de "Turn Up the Radio", de Leo Zero, Richard Vission e Marco V. As mixagens de Zero e Vission também foram incluídas no MDNA: Nightlife Edition do álbum que foi vendido exclusivamente nos EUA. O single remix do EP foi lançado em 3 de agosto de 2012 na Austrália e Nova Zelândia e 5 de agosto de 2012 no Reino Unido. O EP incluiu remixes de Offer Nissim, Martin Solveig e R3hab. Madonna também colaborou com o grupo Far East Movement, que participou doremix de Laidback Luke do single. A música foi veiculada no rádio de sucesso contemporâneo nos Estados Unidos pela Interscope, em 25 de setembro de 2012.

## Gravação e composição
"Turn Up the Radio" foi gravado nos estúdios MSR, em Nova Iorque, e nos estúdios Sarm West e Notting Hill, Londres. Foi produzido por Madonna e Solveig, este último também trabalhando no arranjo de sintetizadores, bateria e instrumentação para a música. Tordjman ajudou Solveig no arranjo de sintetizadores. Demacio "Demo" Castellon, que representou o grupo The Demolition Crew, foi responsável pela gravação e mixagem da faixa. Philippe Weiss e Graham Archer ajudaram Castellon na gravação, enquanto Angie Teo ajudou na mixagem. Por fim, Jason "Metal" Donkersgoed fez a edição adicional da música. Segundo Solveig, "Turn Up the Radio" foi sua primeira composição que Madonna aprovou para o álbum. No primeiro dia de gravação, a cantora preparou todas as coisas que queria mudar na música e como queria ter a versão final. Ela queria mudar as linhas principais e as melodias da demo cantada por Williams. Durante a gravação, Solveig silenciou os vocais e apenas tocou os instrumentais, depois Madonna cantou a música. O produtor acrescentou que, entre todas as músicas que gravou, "Turn Up the Radio" foi a mais característica de uma faixa da Madonna.
A música começa com um teclado antes de se transformar em um número de dance-pop inspirado nos anos 80 . Remanescente do single de sucesso de Solveig, "Hello", a música tem uma composição francesa "pulsante" e um refrão "cativante", alinhados com o single de 2006 de Madonna, "Get Together". De acordo com Brad O'Mancey, da Popjustice, a música continua a crescer após a introdução do teclado e depois trava alto. John Mitchell, da MTV News descreveu que havia uma energia "propulsora" na faixa que parecia "autêntica e viva". Ele acrescentou que "o perfeccionismo calculado" de outras faixas de boate de Madonna pode parecer frio, mas a composição de "Turn Up the Radio" era "efervescente" e "feliz". De acordo com a partitura da música publicada pela Guitar Tabs, "Turn Up the Radio" é definido na fórmula de compasso do tempo comum, com um ritmo moderado de 127 batidas por minuto. É composto na na clave de Ré maior com os vocais de Madonna que variam de C♭aA♭ .nos versos e D♭–G♭–B–E♭ min durante o refrão.
Liricamente, Madonna pede ao ouvinte que pare por um momento, para se afastar do mundo através da música, com as seguintes frases: "
Eu não sei como cheguei a este estágio / Deixe-me sair da minha jaula porque estou morrendo / Ligue o rádio, ligue o rádio / Não me pergunte onde eu quero ir, temos que ligar o rádio". Ele também fala sobre a necessidade de relaxar e de se divertir. De acordo com Priya Elan, da NME, a canção continua carreira [de Madonna] abrangendo temas de entrar no groove, de unir a burguesia e se rebelando'. O'Mancey chamou de "hino escapista" e a capacidade da letra de deixar a vida real para trás e aceitar a liberdade.

## Análise da crítica

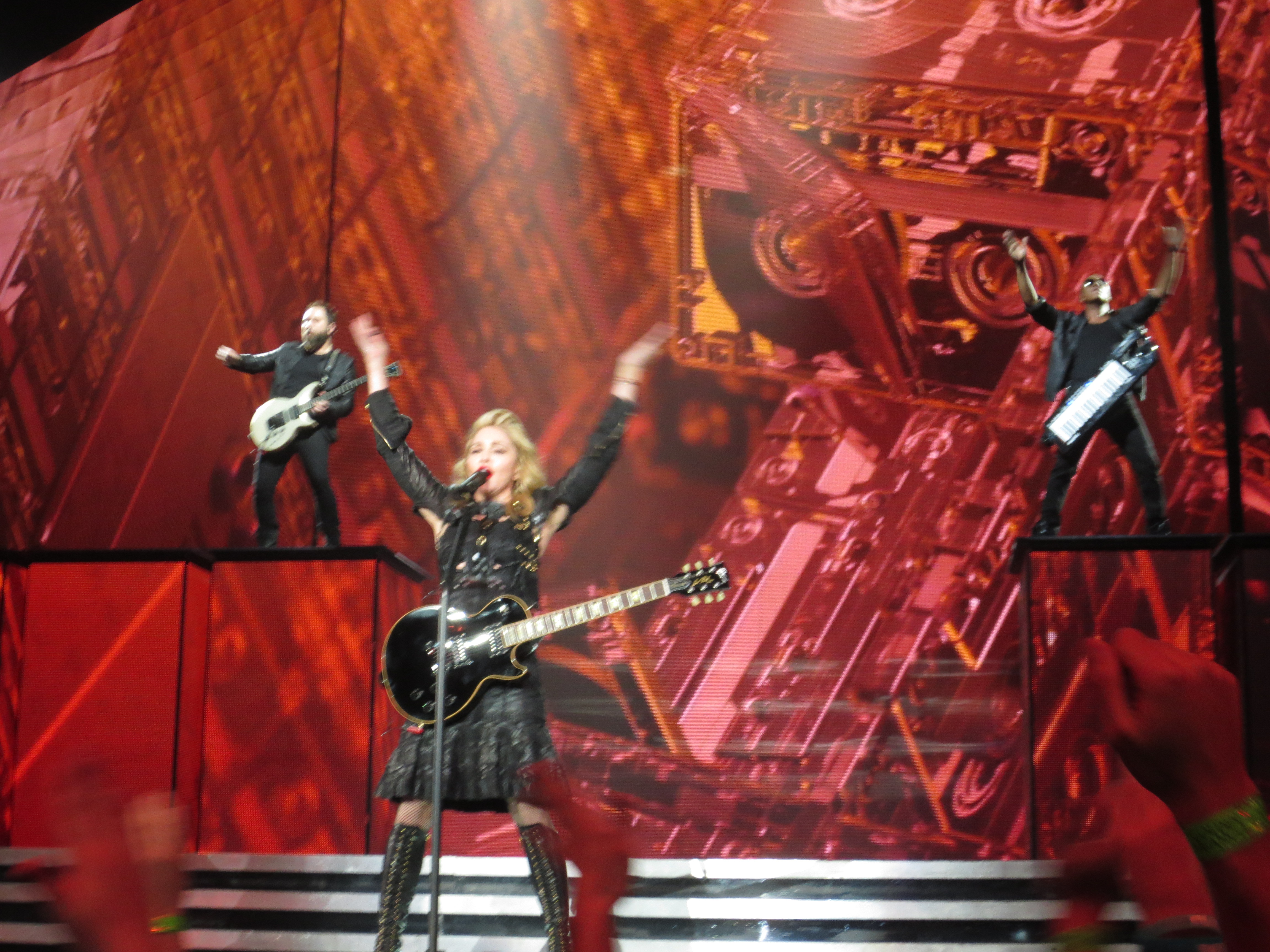
Madonna performando "Turn Up the Radio" durante a noite de abertura da The MDNA Tour em 31 de maio de 2012.

A música recebeu críticas positivas de críticos de música, que acreditavam que seria uma escolha mais forte como o primeiro single do MDNA. Em uma exibição de pré-lançamento do MDNA, Matthew Todd, da revista Attitude, elogiou a faixa, escrevendo: "Pode parecer banal, mas há urgência em sua simplicidade. Ela se transforma no momento mais marcante do álbum, atingindo um clímax que ameaça explodir os alto-falantes". Todd acrescentou que, embora alguns ouvintes possam achar a faixa "genérica", a música tem elementos característicos dos lançamentos de Madonna, e seria adotada pelos fãs como um "material de pista de dança que agitará as boates e que felizmente encontrará uma vaga na próxima série" de Glee." Mitchell chamou isso de "uma grande maravilha dançante e dance-pop, com sintetizadores brilhantes e letras divertidas". Ele também se referiu à música como "a melhor coisa que [Madonna] fez desde 'Hung Up'" e a faixa mais "acessível em massa" do MDNA. Enio Chiola, do PopMatters, descobriu que a música estava "elogiando" as faixas mais escuras e ousadas do MDNA, mas concluiu que essas faixas eram poucas no álbum. O jornalista do Chicago Tribune, Greg Kot, achou a música uma excelente na primeira metade do MDNA. Bernard Zuel, doThe Sydney Morning Herald chamou a música de "faixa envolvente de dança no ar", mas desejou que Madonna tivesse incluído mais dessas faixas no MDNA. Michael Cragg, do The Guardian, apreciou a composição de abertura da música, descrevendo-a como "uma pausa oportuna do baixo latejante e se sente mais despreocupada e instintiva do que o que foi antes".
Keith Caulfield, da Billboard, classificou-a de uma das melhores faixas do álbum e disse que "embora as letras não sejam provocativas ou necessariamente novas, ainda é uma melodia animada que soaria ótima" no rádio ". Laurence Green, da musicOMH, também elogiou a faixa, escrevendo que "a música reposiciona Madonna como a rainha americana triunfante com a ajuda de uma 'melodia Madge' propriamente clássica que ecoa os grandes nomes dos anos 80". Nick Levine, escrevendo para o The National, elogiou a composição e sua semelhança com "Get Together". Em outra crítica do álbum da BBC News, Levine listou "Turn Up the Radio"como uma das faixas emocionantes de MDNA, dizendo que a queda foi como "um bueiro aberto". Robert Copsey, da Digital Spy, observou que, embora houvesse poucos clichês nas letras, a produção da música era forte e lembra as músicas de Daft Punk's music. Nitush Abebe, da revista New York, chamou a música como um dos destaques do MDNA, junto com "I'm a Sinner" e "I'm Addicted". Genevieve Koski, do The A.V. Club, sentiu que a letra era preguiçosa e, embora a música tenha um "grande gancho", é puxada "por uma pilha de clichês [do] que poderia ter sido uma das faixas mais fortes do álbum.
Slant Magazine ' s Paul Schrodt escreveu: "Uma das muitas tentativas díspares de relevância pop de MDNA, 'Turn Up the Radio' é um hino inócuo, mas agradável o suficiente. A letra, imitando 'Music' sem o humor irônico, elogia o poder restaurador de tocar músicas em uma unidade e esquecer seus problemas. No final, porém, Madonna não é capaz de colocar um selo distintivo na faixa, sucumbindo às batidas implacáveis do produtor Martin Solveig e baixo superdimensionado". Em uma crítica ao MDNA, Neil McCormick, do The Daily Telegraph, elogiou a natureza amigável da música, mas chamou a letra de banal. Aidin Vaziri do San Francisco Chronicle também fez uma crítica mista, afirmando: "Madonna pode realmente estar se refletindo ... no 'Turn Up the Radio', quando ela canta:"Era hora de abrir meus olhos / estou deixando o passado para trás'. É sobre seu relacionamento condenado com  Guy Ritchie? Quem sabe? Quem se importa?". Matthew Parpetua, da Pitchfork Media, criticou os "arranjos sem imaginação" de Solveig. Sian Rowe, da NME, considerou a faixa "plana"; essa visão também foi compartilhada por Alex Macpherson, da revista Fact. Robert Leedham de Drowned in Sound chamou a música de "medíocre", descrevendo-a como "enchimento sintético da variedade de jardim".
Jon Pareles, do The New York Times, classificou-a de forragem rasa e eficaz para boates, descrevendo-a como contendo "sintetizadores pontuais de salto estéreo e título genérico". Ao escrever para o Houston Press, Nathan Smith opinou que era "uma apropriação muito mais agradável e mais dançante do cantor de house francês, sem um indício da porcaria boba da linha de bateria e batida desaconselhada de 'Give Me All Your Luvin''". Ao classificar os melhores singles de Madonna em homenagem aos seus 60 anos, Jude Rogers, do The Guardian, colocou a faixa no número 41, chamando-a de "brilhante e divertida" e "prova de que [Madonna] ainda pode fazer singles pop classicamente simples há quase quatro décadas em sua carreira". Da mesma forma, escrevendo para a Entertainment Weekly, Chuck Arnold listou "Turn Up the Radio" como o 57º melhor single da cantora. Ele chamou isso de "cruzamento perfeito entre EDM e a Madonna clássica". Ao escrever para o Gay Star News, Joe Morgan a chamou de "a melhor música que Madonna lançou nos últimos anos. A produção, com seus aparelhos de som e batidas emocionantes, é uma obra de arte. Em um mundo perfeito, a produção de MDNA teria isso como o single principal".

## Videoclipe

### Histórico e sinopse
O videoclipe de "Turn Up the Radio" foi gravado em Florença, Itália, nos dias 18 e 19 de junho de 2012. O diretor era Tom Munro, que anteriormente dirigiu o videoclipe de Madonna para "Give It 2 Me" (2008). Madonna estava na The MDNA Tour, que apoiou o álbum, e decidiu gravar o vídeo em Florença, onde fez uma apresentação no Stadio Artemio Franchi. De acordo com o Daily Mail, a cantora foi visto na parte de trás de um conversível antigo, usando um cabelo bufante com uma faixa preta. A casa de moda Balmain forneceu os figurinos para o vídeo. Foi lançado em 16 de julho de 2012, com uma prévia sendo lançada em 13 de julho de 2012.
O vídeo começa com Madonna sendo apanhada por seu motorista em meio a uma multidão de paparazzi. Ela parece estar irritada e exausta. O motorista liga o rádio e ela gradualmente se acalma. Ao longo do caminho, a cantora pega vários homens mal vestidos com quem sai em uma longa viagem pela cidade e pelo país, enquanto a multidão continua a persegui-la. Madonna também pega dançarinos de rua e mulheres exóticas em seu carro enquanto a jornada continua. No final do vídeo, Madonna tem um grupo inteiro de pessoas com quem ela festeja no carro e joga fora seu motorista na rua, com as calças abaixadas. No meio das cenas, Madonna filma o clipe, com a equipevisto em frente ao conversível. O final apresenta uma Madonna exausta deitada no banco de trás do conversível, como o motorista diz em italiano: "A festa é finita, adereço allacciati a cintura stronzetta! ", Que significa em português: "A festa acabou, agora aperte o cinto da sua cadela".

### Recepção

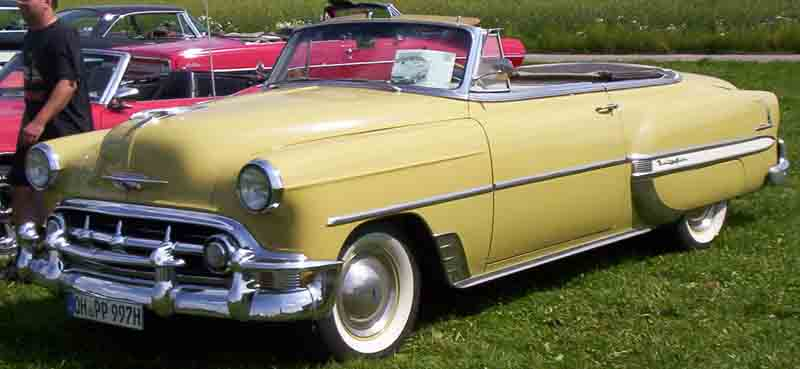
Um conversível, como o da foto, foi usado como o passeio de Madonna no videoclipe

O videoclipe recebeu resposta favorável dos críticos, que elogiaram sua simplicidade. Segundo Crystal Bell, do The Huffington Post, Madonna conseguiu retratar uma vida rica como a do filme de 1960, La Dolce Vita. Amanda Dobbins, de New York, deu apoio a Madonna por ter uma boa aparência em um collant e por dar um tempo aos jovens atores que a acompanham no vídeo. Brett Warner, do site Ology, apreciou a sensação vintage da gravação do vídeo: "Suspiro pesado. Lembra-se de uma época em que os vídeos pop não precisavam brilhar e brilhar, quando você não precisava de coreografias de dança ou roupas estranhas? Lembra quando carros e decotes eram suficientes? Madonna claramente faz". Robbie Daw, do Idolator, concordou, escrevendo que o vídeo é "o visual mais divertido que Madonna oferece em anos ... No geral, um vídeo fantástico para uma das faixas mais medíocres do MDNA". Mark Hogan, da Spin, observou que o vídeo apareceu literalmente nas letras da música, mas a mudança de cenário para o interior da Itália e as cenas das festas tornaram-no agradável. Melinda Newman, da HitFix, disse que, embora o vídeo não corresponda aos outros empreendimentos de Madonna, ele se encaixa no tema "despreocupado" da música. Ela encontrou influências das obras do diretor de cinema italiano Federico Fellini, especialmente seu lançamento de 1957, Nights of Cabiria, na cena que mostra Madonna pegando prostitutos em seu carro.
Um escritor da Rolling Stone notou como os fãs de Madonna também aparecem no vídeo "simples". Brennan Carly, da Billboard, escreveu que Madonna parecia "realista e afável" no vídeo. Bradley Stern, do MuuMuse, chamou o vídeo de La Dolce Vita "através dos filtros do Instagram" e encontrou elementos do videoclipe do single de Madonna em 1998, "Drowned World/Substitute for Love", com as cenas dos paparazzi. Ele declarou as cenas que mostravam o então namorado de Madonna, Brahim Zaibat, o decote da cantora e os tapas nas botascomo destaques do vídeo. Stern concluiu dizendo que "pensava que isso seria muito pior, porque o conceito é tão frágil, mas eu tenho que dizer: é um prazer ver Madonna se soltando e se divertindo". Belinda White, do The Daily Telegraph, escreveu que Madonna se recusou a atuar como "sua idade" no vídeo, mas "ela tem mais do que um pouco de inveja de toda a diversão que está tendo, sem mencionar o quão incrível ela é". Leslie Price, do site Pop Dust, considerou o figurino de Madonna semelhante à atriz Brigitte Bardot.
Erick Strecker, da Entertainment Weekly, foi crítico em sua crítica, pois considerou que "nada" valeu a pena no vídeo e a festa nunca alcançou todo o seu potencial. Leslie Gornstein do E! descobriram que as cenas de Madonna irritadas com os paparazzi são "o clássico jogo de amor-por-piedade-que as celebridades jogam desde Marilyn Monroe, e a princesa pop original manipula-a com efeito total em seu último vídeo". Ela concluiu dizendo que toda a configuração do vídeo era "risível".

## Performance ao vivo

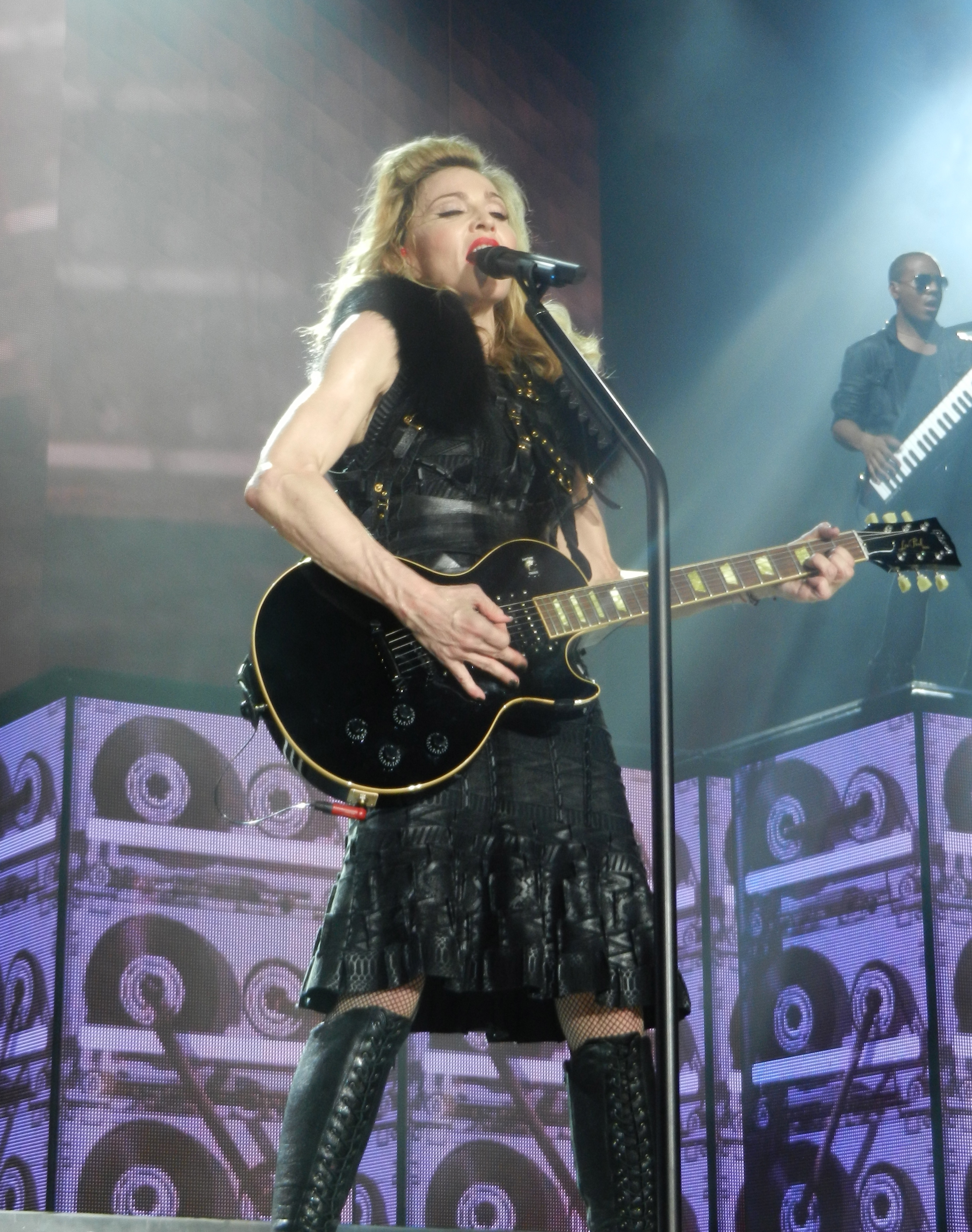
Madonna tocando "Turn Up the Radio" durante a noite de abertura da The MDNA Tour em 31 de maio de 2012.

Madonna tocou "Turn Up the Radio" na The MDNA Tour como a terceira música do segundo segmento do concerto, intitulada Prophecy, onde foi realizada uma mistura de músicas alegres que "aproximam as pessoas". O guarda-roupa durante a performance incluiu um visual todo em couro, um design personalizado de Hervé Léger e Max Azria, com botas até o joelho e um mini bolero de pele. Depois de "Give Me All Your Luvin'", ela deixou o palco cedo para trocar de roupa. Um interlúdio de vídeo chamado "Turning Up the Hits" começou, onde trechos de "Holiday", "Into the Groove", "Lucky Star", "Like A Virgin", "4 Minutes", "Ray of Light" e "Music". Madonna apareceu no palco com um violão e começou a cantar a música. Ela estava acompanhada por dois guitarristas nos degraus, que subiram no meio da faixa, ela convidou o público a cantar junto com ela.
Jordan Levin, do The Miami Herald, chamou a performance de "corajosa" e a rotulou como "um hino para [Madonna] e música pop". Glenn Gamboa, do Newsday, disse que as performances "agressivamente animadas" da música, junto com "Give Me All Your Luvin'", foram um dos momentos mais alegres do show, e poderiam ter sido mais ampliados. "Turn Up the Radio" também foi a música de abertura da apresentação one-stop de Madonna por 45 minutos no Olympia de Paris. A apresentação da música nos dias 19 e 20 de novembro de 2012, em Miami, no American Airlines Arena foram gravados e lançados no quarto álbum ao vivo de Madonna, MDNA World Tour.

## Lista de faixas e formatos
- Ep Digital de Remixes[68]

1. "Turn Up the Radio" (Offer Nissim Remix) – 7:28
2. "Turn Up the Radio" (Martin Solveig Club Mix) – 5:31
3. "Turn Up the Radio" (R3hab Remix) – 5:41
4. "Turn Up the Radio" (Madonna vs. Laidback Luke) com Far East Movement – 3:23

- Remixes Digitais de Beatport[69]

1. "Turn Up the Radio" (Offer Nissim Remix) – 7:28
2. "Turn Up the Radio" (Martin Solveig Club Mix) – 5:31
3. "Turn Up the Radio" (R3hab Remix) – 5:41
4. "Turn Up the Radio" (Madonna vs. Laidback Luke Alternative Remix) com Far East Movement – 6:02
5. "Turn Up the Radio" (Versão em álbum) – 3:46
6. "Turn Up the Radio" (Instrumental) – 3:46

## Créditos e equipe
Créditos adaptados das notas do álbum MDNA.

### Equipe
- Madonna – vocais, produtora, compositora
- Martin Solveig – compositor, produtor, sintetizadores, bateria, instrumentos
- Jade Williams – compositor
- Michael Tordjman – compositor, sintetizadores
- Demacio "Demo" Castellon – gravação, mixagem
- Philippe Weiss – gravação
- Graham Archer – gravação
- Jason "Metal" Donkersgoed – edição adicional
- Angie Teo – assistente de mixagem

## Desempenho comercial
Nos Estados Unidos, "Turn Up the Radio" estreou no número 39 na parada de músicas do Hot Dance Club Songs e alcançou o número 19 na semana seguinte, ganhando o título de "Melhor Ganhador". Na terceira semana, a música mais uma vez ganhou o título de "Greatest Gainer" e alcançou o número oito. Foi a 57ª música entre os dez melhores da Madonna na tabela, e sua 28ª entre os dez primeiros, desde de "Beautiful Stranger" em 1999. Foi a sexta música na história do Hot Dance Club a pular para os dez primeiras posições na terceira semana; outros sendo duas músicas de Madonna ("Give Me All Your Luvin'" e "Girl Gone Wild") e três músicas de Lady Gaga ("Marry the Night", "You and I" e "Alejandro").
Na semana que terminou em 30 de agosto de 2012, a música saltou para a primeira posição, dando a Madonna seu 43º número um na lista. Com esse feito, Madonna se afastou ainda mais da vice-campeã Janet Jackson, que tem 19 músicas número um. Keith Caulfield, da Billboard, observou que com mais um número um no Hot Dance Club, Madonna seria capaz de reivindicar outra honra, a de ter o maior quantidade de número um em uma única parada da Billboard. Madonna quebrou esse recorde em 2015, seu single "Ghosttown" que alcançou o primeiro lugar nesta parada, dando a ela 45 números número um. Com "Turn Up the Radio" alcançando o topo, Madonna também teve sua 156ª música geral número um em uma tabela ativa e atual da Billboard, a maior para qualquer artista. junto com canções Hot Dance Club, a música também estreou em número dois no Hot Dance Singles Sales e número três no Hot Singles Sales.

### Tabelas semanais
| Tabela musical (2012)                   | Melhor posição |
| --------------------------------------- | -------------- |
| Bélgica (Ultratop 50 de Flandres)       | 20             |
| Bélgica (Ultratop 50 Dance de Flandres) | 2              |
| Bélgica (Ultratop 40 da Valônia)        | 13             |
| Bélgica (Ultratop 40 Dance da Valônia)  | 34             |
| Coreia do Sul (Gaon)                    | 125            |
| Espanha (PROMUSICAE)                    | 30             |
| Estados Unidos (Dance Club Songs)       | 1              |
| Estados Unidos (Hot 100 Single Sales)   | 3              |
| Japão (Japan Hot 100)                   | 68             |
| Reino Unido (UK Singles Chart)          | 125            |

| Tabela musical (2012)                  | Posição |
| -------------------------------------- | ------- |
| Estados Unidos (Dance Club Songs)      | 33      |
| Estados Unidos (Dance Singles Sales)   | 21      |
| Estados Unidos (Hot 100 Singles Sales) | 38      |

## Histórico de lançamento
| País           | Data                   | Formato                    | Gravadora  |
| -------------- | ---------------------- | -------------------------- | ---------- |
| Itália         | 29 de junho de 2012    | Rádio hit contemporânea    | Interscope |
| Austrália      | 3 de agosto de 2012    | Download digital – Remixes | Interscope |
| Nova Zelândia  | 3 de agosto de 2012    | Download digital – Remixes | Interscope |
| Reino Unido    | 5 de agosto de 2012    | Download digital – Remixes | Interscope |
| México         | 7 de agosto de 2012    | Download digital – Remixes | Interscope |
| Estados Unidos | 7 de agosto de 2012    | Download digital – Remixes | Interscope |
| Alemanha       | 17 de agosto de 2012   | Download digital – Remixes | Interscope |
| Estados Unidos | 25 de setembro de 2012 | Rádio hit contemporânea    | Interscope |